# SD2

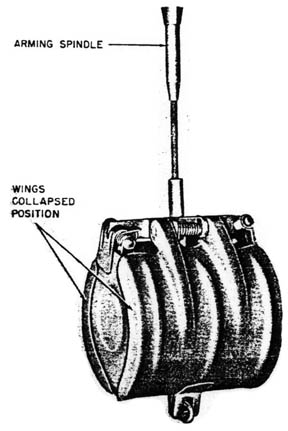
SD2 収納時（信管はまだ安全状態）

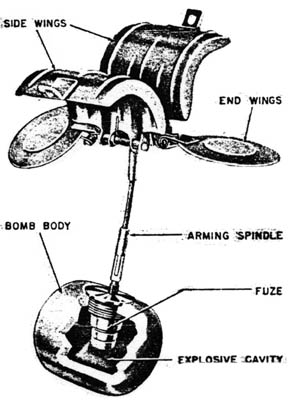
SD2 放出時（信管は既に起爆状態）

SD2（ドイツ語: Sprengbombe Dickwandig 2 kg、またはSD2）は、第二次世界大戦中にドイツ空軍で使用された2 kg対人用クラスター爆弾である。SD2は「蝶々爆弾」と呼ばれ、この小型爆弾が使用された時に円筒状の薄い外装被殻がヒンジで開き、その外観形状が大きな蝶に似ていることからそう名付けられた。この外観は非常に特徴のあるもので簡単に識別することが出来た。SD2小型爆弾は個別に投下されることは無く、6個から108個がクラスター爆弾としてAB 23 SD-2やAB 250-3といった収納コンテナに格納されていた。SD2小型爆弾は収納コンテナが航空機から投下され炸裂した後に放出された。この爆弾は実戦で使用された最初のクラスター爆弾の1つであり非常に高い効果を発揮する兵器であることを証明した。

## 概要
SD2小型爆弾は長さ8 cmの鋳鉄製の円筒であり、展開する前の状態では直径がそれよりもやや小さかった。長さ15 cmの鋼製ケーブルが小型爆弾本体横の信管収納部にネジ留めされている信管（FUZE）に起爆心棒（ARMING SPINDLE）を通じて取り付けられていた。投下されると外殻がヒンジを支点に2つに割れ、両端のばねで留められている円形カバー（END WINGS）が飛び出して開き小型爆弾が落下するに連れこれら外殻各部が起爆心棒を回転させ信管を作動状態に入れた。SD2小型爆弾は225グラムのTNTを内蔵しており、これは一般的に半径25 m以内の人間に致命傷を、100 m以内であれば榴散弾による重大な怪我（例えば、目への怪我）を与えた。SD2小型爆弾は通常緑色に塗られていたが、中東地域での使用や農民を殺傷するための収穫時期での穀物畑への投下には鈍い黄色に塗られた物もあった。
SD2小型爆弾は、3種類の信管の内の1つを取り付けることができた。
- 41型信管 - 接地する衝撃で作動する信管
- 67型信管 - 接地の衝撃後5から30分の間に作動時間を調整できる時限信管
- 70型信管 - 処理防止装置（例：ブービートラップ）、接地後に爆弾が動かされると信管が作動する

注：収納コンテナ内のSD2は投下目標での混乱を増幅させるために全種類の信管を取り付けることができた。41A、41B、70B1、70B2、等々といった信管の派生型が存在した。これらの信管は信管収納部に差し込んで取り付けられていたが、その他の点では同一であった。
1940年10月28日、イプスウィッチで英軍の爆発物処理技術者のキャン（Cann）軍曹とテイラー（Taylor）少尉が不発の蝶々爆弾数発を発見した。起爆心棒を信管に捩じ込み戻す（安全位置）ことで2人はどのように爆弾が作動するのかを解明するための実証実験用の完全なサンプルを入手した。
より近代的なクラスター爆弾の様に完全に起爆状態になってはいるが不発（特に70型信管が装着されたもの）のSD2を不活性化することは、非常に危険性が高いので現実的ではない。不発のSD2を安全に処理する標準的な手順は、少なくとも30分間はその場から離れる（時限信管の67型信管が装着されていることを考慮して）、次にその場で処理するにはSD2の横で小型の爆発物を爆発させる。別の方法は、爆弾に長い紐を結び覆いを掛けた後でそれを引く、又は開けた場所に爆弾がある場合は安全な距離からライフルで狙撃する。

## 運用
SD2は1940年にイプスウィッチに対して初めて使用されたが、1943年6月には英国内の様々な目標と共にグリムスビーとクリーソープスに投下された。後には中東地域の連合国軍に対しても使用された。英国政府は慎重に考え、ドイツ側がこの爆弾の有効性を認識して使用し続けることのないようにSD2によって引き起こされた被害や混乱の報道を抑えた。
SD2はドイツのロシア侵攻である1941年6月22日に始まったバルバロッサ作戦の開始段階で使用された。20名から30名の搭乗員がSD2とSD10（10 kg爆弾）をソ連軍の主要な飛行場へ投下するために選抜され、各飛行場への攻撃に3機ずつが割り当てられた。この初期の攻撃は、本格的な攻撃が開始されるまでソ連軍の航空機が分散するのを阻止することと混乱を引き起こすことを目的としていた。第51爆撃航空団は、SD2関連の事故により15機を失ったが、これはその日のドイツ空軍の総損失数のほぼ半分に相当した。
英国におけるドイツの蝶々爆弾による死者で最後に記録されているのは1956年11月27日のことで、第二次世界大戦が終了してから11年後のことであった。ホーンチャーチ英空軍基地の東にあるアップミンスター爆弾処理所で英空軍のハーバート・デニング（Herbert Denning）大尉がSD2の試験を行っていたところそれが爆発した。デニング大尉は榴散弾により死亡し、オールドチャーチ病院が爆風による損害を被った。
1981年にマルタ島でも死亡事故が記録されており、2009年10月28日には11歳の少年が激しい爆撃を受けた飛行場近くの人の立ち入らない谷でこの種の爆弾を見つけたのが最も直近の発見事例である。幸いにもこの爆弾は、発見後にマルタ軍によりその場で安全に爆破処理された。

## アメリカ合衆国の模倣品
アメリカ合衆国は、朝鮮戦争とベトナム戦争で使用するためにM83蝶々爆弾（M83 Butterfly Bomb）と命名されたSD2の模倣品を製造した。